# Mangaran (Mangaran)
Mangaran is een bestuurslaag in het regentschap Situbondo van de provincie Oost-Java, Indonesië. Mangaran telt 4500 inwoners (volkstelling 2010).